# Municipio de Unity (Ohio)
El municipio de Unity (en inglés: Unity Township) es un municipio ubicado en el condado de Columbiana en el estado estadounidense de Ohio. En el año 2010 tenía una población de 9957 habitantes y una densidad poblacional de 108,37 personas por km².

## Geografía
El municipio de Unity se encuentra ubicado en las coordenadas 40°51′38″N 80°34′9″O / 40.86056, -80.56917. Según la Oficina del Censo de los Estados Unidos, el municipio tiene una superficie total de 91.88 km², de la cual 91,44 km² corresponden a tierra firme y (0,48 %) 0,45 km² es agua.

## Demografía
Según el censo de 2010, había 9957 personas residiendo en el municipio de Unity. La densidad de población era de 108,37 hab./km². De los 9957 habitantes, el municipio de Unity estaba compuesto por el 98,09 % blancos, el 0,29 % eran afroamericanos, el 0,13 % eran amerindios, el 0,27 % eran asiáticos, el 0,29 % eran de otras razas y el 0,92 % eran de una mezcla de razas. Del total de la población el 0,9 % eran hispanos o latinos de cualquier raza.